# Thaïs (Oper)
Thaïs ist eine Oper in drei Akten (sieben Bildern) von Jules Massenet (Musik) mit einem Libretto von Louis Gallet.
Die Handlung beruht auf dem historischen Roman Thaïs (1890) von Anatole France, der wiederum auf das Drama Pafnutius (nach 962) der Hrotsvit von Gandersheim zurückgeht. Die Handlung geht auf die Legende um die ägyptische Hetäre und Eremitin Thais zurück, die ihrerseits wohl biographische Aspekte der älteren griechischen Hetäre Thaïs beinhaltet, einer Geliebten Alexanders des Großen.

## Handlung

### Erster Akt
1. Bild – Die Thebais
Athanaël, ein junger Zönobit, berichtet seinen Ordensbrüdern von den Ausschweifungen, die er bei einem Besuch in seiner Heimatstadt Alexandria erleben musste, und die von der Kurtisane Thaïs ausgehen. Im Traum erscheint ihm Thaïs, die einen lasziven Tanz aufführt. Er deutet diesen Traum als Aufforderung, Thaïs auf den rechten Weg zu führen.
2. Bild – Alexandria
Athanaël ist wieder in Alexandria und besucht seinen Jugendfreund Nicias, der, wie sich herausstellt, selbst einer der Liebhaber Thaïs’ ist. Als er von Athanaëls Bekehrungsplan hört, warnt er ihn vor der Rache der Venus, willigt aber dennoch ein, ihn Thaïs vorzustellen. Bei einem Fest am selben Abend kommt es zwischen den beiden zu einer Konfrontation.

### Zweiter Akt
1. Bild – Bei Thaïs
Thaïs ist allein in ihrem Palast und von Selbstzweifeln geplagt. In ihrer berühmten „Spiegelarie“ fleht sie Venus an, ihre Schönheit nicht vergehen zu lassen. Als Athanaël in diesem verletzlichen Moment erscheint und ihr die Verheißungen des ewigen Lebens preist, stößt er zum ersten Mal auf ihr Interesse. Doch noch ist sie nicht bereit, ihr sündiges Leben aufzugeben, und Athanaël spürt selbst zum ersten Mal, dass er gegen die Versuchung durch ihre Schönheit ankämpfen muss. Als aus der Ferne auch noch Nicias zu hören ist, gerät sie durch die widersprüchlichen Wünsche der beiden Männer in einen Konflikt und stößt beide von sich fort.
2. Bild – Vor Thaïs’ Haus
Nach einer längeren Meditation hat Thaïs eingewilligt, Athanaël auf dem Weg der Entsagung zu folgen. Von ihren Besitztümern will sie einzig eine kleine Erosstatue behalten, weil sie nicht durch die Liebe, sondern gegen die Liebe gesündigt habe. Als Athanaël erfährt, dass die Statue ein Geschenk von Nicias ist, besteht er jedoch auf ihrer Zerstörung. Die verbleibenden Festgäste erscheinen und weigern sich, als sie von Thaïs’ Bekehrung hören, diese ziehen zu lassen. Doch Nicias respektiert Thaïs’ Entscheidung und startet ein Ablenkungsmanöver, um die Flucht zu ermöglichen. Thaïs’ Palast, den Athanaël noch in Brand gesteckt hat, wird ein Raub der Flammen.

### Dritter Akt
1. Bild – Die Oase

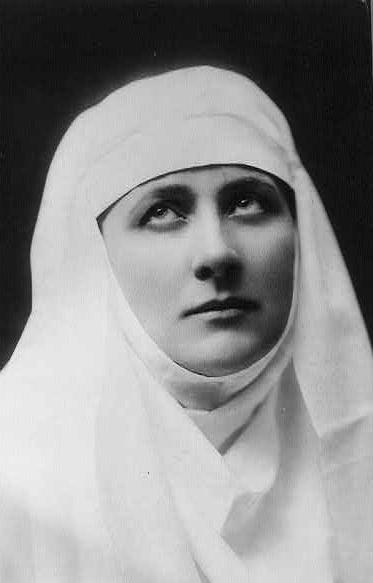
Mary Garden als Thaïs

Thaïs ist von der langen Wanderung durch die Wüste erschöpft, doch Athanaël zwingt sie zum Weitergehen. Erst als er ihre blutigen Füße bemerkt, wird er milde gestimmt und versorgt sie zärtlich. Die Äbtissin Albine und einige Nonnen erscheinen von einem nahegelegenen Kloster und nehmen Thaïs auf. Jetzt erst wird Athanaël klar, dass er Thaïs niemals wiedersehen wird.
2. Bild – Die Thebais
Athanaël ist zur Gemeinschaft der Zönobiten zurückgekehrt, doch er findet keine Ruhe. Als er in einer Vision vernimmt, dass Thaïs im Sterben liege, wird ihm klar, dass er Thaïs liebt. Verzweifelt macht er sich auf den Weg, um sie noch einmal zu sehen.
3. Bild – Thaïs’ Tod
Athanaël findet Thaïs in Albines Kloster im Sterben liegen. Er bekennt die menschliche Liebe als die einzige Wahrheit, doch Thaïs kann in ihm nur noch denjenigen erkennen, der ihr den Weg zum ewigen Leben wies. Als sie mit einem visionären Blick in den Himmel stirbt, bricht Athanaël völlig erschüttert zusammen.

## Stilistische Stellung
Obwohl Massenet Thaïs im Untertitel als Comédie-lyrique bezeichnet, weist das Stück auch Einflüsse der Grand opéra, Wagners Musikdrama und des italienischen Verismo auf.

## Geschichte

Plakat der Uraufführung

### Entstehung
Anatole France’ Roman Thaïs erregte bei seinem Erscheinen 1890 beträchtliches Aufsehen. Die Anregung, das Buch zur Vorlage einer Oper zu nehmen, erhielt Massenet von seinem Verleger Henri George Heugel. Massenet arbeitete 1892/93 an der Partitur und sah die amerikanische Sopranistin Sybil Sanderson für die Rolle der Thaïs vor, die bereits die Titelrolle in Massenets Esclarmonde erfolgreich kreiert hatte und zu dieser Zeit an der Pariser Opéra-Comique unter Vertrag stand. Als sie jedoch an die Opéra Garnier wechselte, wurde auch die Uraufführung der Oper Thaïs dorthin verlegt.

### Rezeptionsgeschichte
Die Uraufführung am 16. März 1894 wurde kritisch aufgenommen. Massenet erstellte daraufhin eine zweite Fassung, die am 13. April 1898 ebenfalls in der Opéra Garnier aufgeführt wurde. Diese Aufführung war ein großer Erfolg.
Obwohl Thaïs nach Manon und Werther als eines der wichtigsten Werke Massenets gilt, konnte es sich nie als Repertoirestück etablieren (von der Ausnahme der Pariser Oper abgesehen, wo das Stück allein bis 1956 fast 700 mal gegeben wurde). Ein Grund dafür  mag in den überdurchschnittlichen sängerischen Herausforderungen der beiden Hauptpartien Thaïs und Athanaël liegen, die nur von den größten Sängern gemeistert werden können. Als bedeutendste Interpretin der Thaïs galt die Sopranistin Mary Garden. In neuerer Zeit haben u. a. Anna Moffo, Beverly Sills, Leontyne Price und insbesondere Renée Fleming die Rolle interpretiert. Nachdem Renée Fleming 2003 die Oper in Chicago gesungen hatte, folgte 2007 eine Tournee mit konzertanten Aufführungen an großen Häusern in Europa (Wien, Paris, London, Barcelona). 2008 folgte eine opulente Inszenierung an der New Yorker Metropolitan Opera unter der Leitung von Jesús López Cobos, erneut mit Renée Fleming in der Titelrolle und mit Thomas Hampson als Athanaël, die von Kritikern und Publikum begeistert aufgenommen wurde.
Da das Werk nur selten auf dem Spielplan der Opernhäuser steht, ist der Titel dem Publikum vor allem durch die Méditation aus „Thaïs“ geläufig, einem etwas sentimentalen Instrumentalstück für Solovioline und Orchesterbegleitung, das sich in verschiedenen Bearbeitungen einen festen Platz im Konzertleben erobert hat. Im Kontext der Oper stellt sie eine Entracte-Musik dar, die zwischen den beiden Bildern des zweiten Akts vor dem geschlossenen Vorhang gespielt wird und die Wandlung der Thaïs von der Hure zur Heiligen markiert.

## Aufnahmen / Tonträger
- 1974: Julius Rudel; Anna Moffo, Gabriel Bacquier, José Carreras; Ambrosian Opera Chorus, New Philharmonia Orchestra;  RCA
- 1976: Lorin Maazel; Beverly Sills, Sherrill Milnes, Nicolai Gedda; John Alldis Choir, New Philharmonia Orchestra,  EMI
- 1997: Yves Abel; Renée Fleming, Thomas Hampson, Giuseppe Sabbatini; Choeur et orchestre National Bordeaux Aquitaine; Decca
- 2004: Marcello Viotti; Eva Mei, Michele Pertusi, William Joyner; Orchestra e Coro del Teatro La Fenice di Venezia; Dynamic
- 2009: Gianandrea Noseda; Barbara Frittoli, Lado Ataneli, Allessandro Liberatore; Orchestra and Chorus of the Teatro Regio di Torino; ArtHaus (DVD)
- 2010: Jesus Lopez-Cobos; Renée Fleming, Thomas Hampson, Michael Schade; Metropolitan Opera Orchestra, Chorus and Ballet; Decca (DVD)